# Долон (сын Евмела)
Долон (др.-греч. Δόλων) — персонаж древнегреческой мифологии. Сын Евмела (Эвмеда), защитник Трои. Надевает волчью шкуру. Убит Одиссеем и Диомедом. Согласно Гомеру, убит Диомедом. По его имени X песнь «Илиады» часто называют «Долонией».
Действующее лицо трагедии Псевдо-Еврипида «Рес».